# Oncidium platychilum
Oncidium platychilum är en orkidéart som beskrevs av Rudolf Schlechter. Oncidium platychilum ingår i släktet Oncidium och familjen orkidéer. Inga underarter finns listade i Catalogue of Life.